# Amore platonico

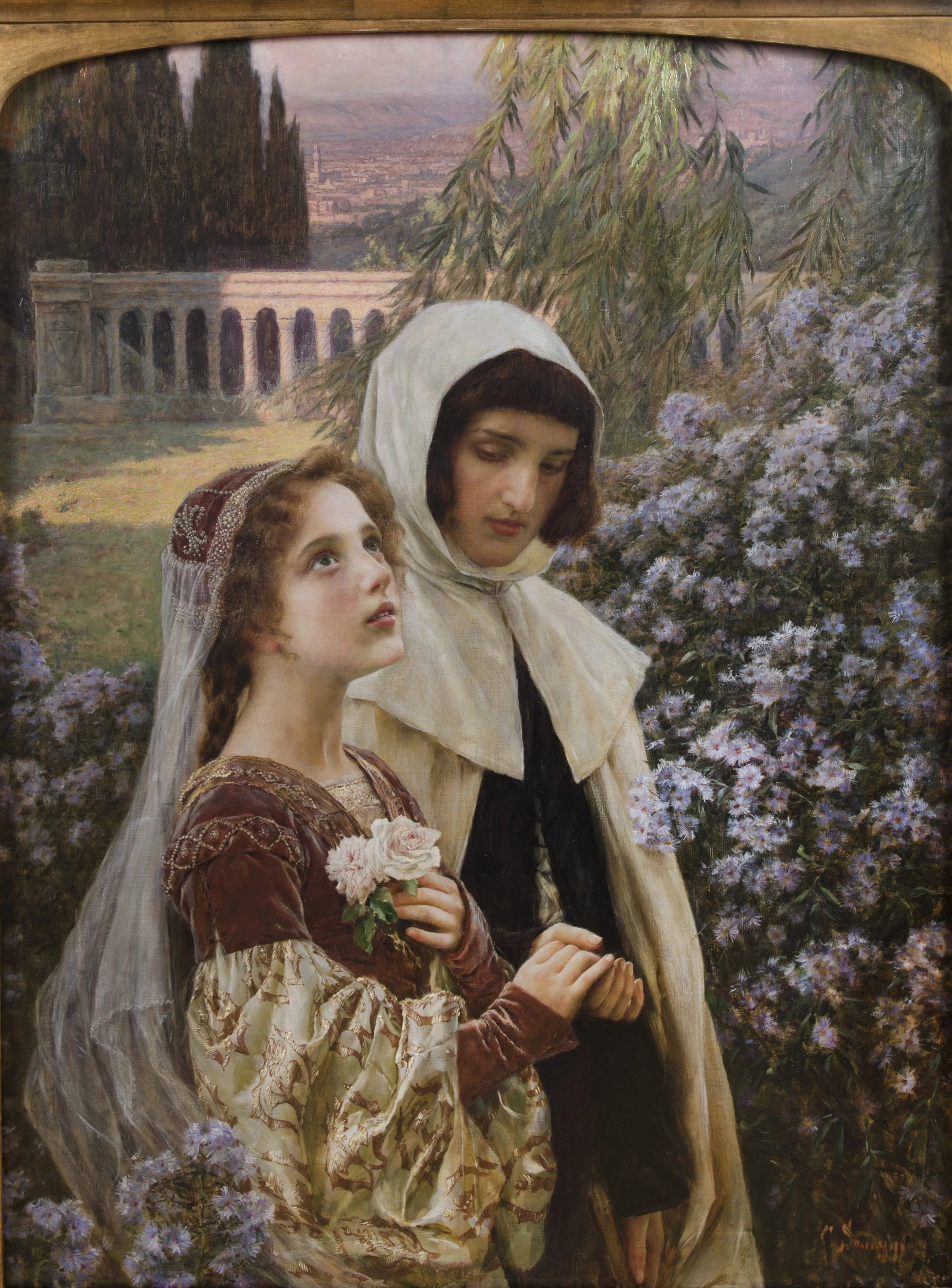
L'esempio più famoso di amore platonico nella letteratura italiana è l’amore di Dante per la sua musa ispiratrice Beatrice. La donna nel Paradiso diverrà accompagnatrice e guida, sostituendosi a Virgilio, fino alla visione beatifica accessibile solo attraverso l’intermediazione di Maria. "Dante e Beatrice in giardino", 1903, opera di gusto squisitamente preraffaellita del pittore Cesare Saccaggi.

Amore platonico è un modo usuale di definire una forma di amore priva della dimensione passionale (romantica) e sessuale. Infatti Platone considera l'attrazione fra i corpi il primo dei vari livelli di amore, benché egli aggiunga che questo livello vada abbandonato per giungere a quelli superiori (amore per l'anima, per le leggi e le istituzioni, per le scienze, assoluto).
Questa formula in realtà scaturisce da un contesto filosofico in cui l'amore, inteso come moto dell'animo e non come forma di relazione, viene interpretato come impulso al trascendimento della realtà sensibile, del mondo delle apparenze, capace di muovere la conoscenza verso uno Spirito assoluto, attuando cioè un processo di indiamento (o nella mistica), come illustrato ad esempio nel pensiero di Giordano Bruno.
Nel Simposio, Socrate rifiuta la proposta sessuale di Alcibiade, giovane bello e potente, e alla fine del dialogo, nella scena di amore (non consumato), spiega: «Caro Alcibiade, se credevi di scambiare la bellezza straordinaria che vedi in me con la tua avvenenza fisica, tu pensavi di trarre vantaggio ai miei danni. In cambio dell'apparenza del bello, tu cerchi di guadagnarti la verità del bello, e veramente pensi di scambiare armi d'oro con armi di bronzo».
Le tesi di Pausania sono ben presentate, ma non accolte da Platone.
Il filosofo, noto nell'ambiente dell'"Atene-bene" dell'epoca, teorizza la distinzione fra Afrodite terrestre e Afrodite celeste, amore nobile e volgare, amore per gli uomini e per le donne. Formula per esteso il bon ton del corteggiamento (con regole comuni per relazioni omo e eterosessuali), e teorizza l'amore pederastico come un'amicizia, uno scambio fra i favori della bellezza con la sapienza e virtù.
L'Eros sessuale è solo il primo gradino della scala d'amore; l'Eros filosofico va molto più in alto fino a congiungersi con il Bello e col Bene (sempre uniti e veri in kalokagathia).

## Origine e diffusione

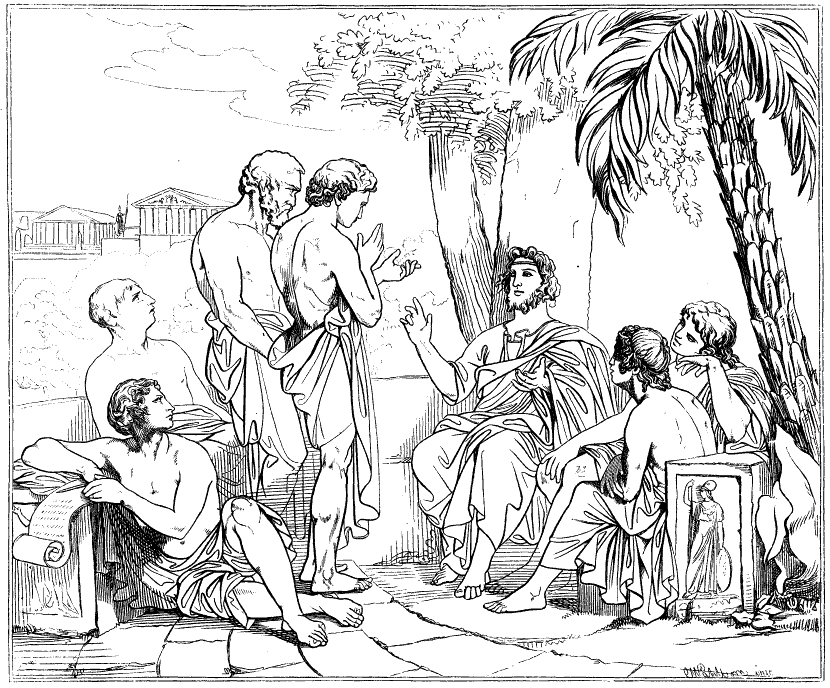
Platone nell'Accademia con i suoi discepoli

La locuzione prende il nome dalla teorizzazione dell'amore che Platone fa nei suoi dialoghi. Nel Simposio Socrate, ispirato da Diotima, parla di Eros (Ἔρως) come di un demone figlio di Poros e Penia. Pòros, l'espediente, aveva fatto rimanere incinta Penìa, ossia la povertà che genera bisogno. Approfittando di un momento di ubriachezza di Pòros, Penìa giace con lui e dalla loro unione nasce Eros, l'amore. Il mito mette in luce come Eros, la forza che fa andare avanti il mondo, abbia una natura ambivalente, che partendo dall'amore delle forme, che porta alla procreazione e alla continuazione della specie umana, lo fa arrivare all'amore della conoscenza (letteralmente: "filosofia"): 
Il termine si diffuse nelle lingue moderne, come l'inglese, a partire dall'espressione latina amor platonicus usata nel XV secolo da Marsilio Ficino come sinonimo di amor socraticus, per denotare l'interesse nei giovani attribuito a Socrate nelle ultime pagine del Simposio. Entrambe le espressioni, in Ficino, indicano l'amore diretto alle qualità morali e intellettuali di una persona piuttosto che a quelle fisiche. I termini si riferiscono al legame affettivo molto speciale che intercorre tra due uomini, maestro e allievo, che Platone aveva descritto nei suoi Dialoghi ed esemplificato dal rapporto tra Socrate e i suoi giovani studenti, in particolare Alcibiade.